# Linda Barnes
Linda Barnes (født 6. december 1949) er en amerikansk krimiforfatter.

## Biografi
Barnes er født og opvokset i Detroit og uddannet på Boston University, hvorefter hun blev dramalærer og instruktør i Chelmsford og Lexington i Massachusetts. Mens hun underviste, skrev hun to skuespil, "Wings" og "Prometheus", men skiftede genre og har skrevet en lang række kriminalromaner.
Linda Barnes bor i omegnen af Boston sammen med sin mand.

## Romaner
Barnes er bedst kendt for Carlotta Carlyle-serien, hvis hovedperson er en høj, rødhåret privatdetektiv fra Boston i samme tradition som Sue Grafton og Sara Paretskys kvindelige detektiver.

### Michael Spraggue-serien
- Blood Will Have Blood (1981)
- Bitter Finish (1982)
- Dead Heat (1984)
- Cities Of The Dead (1985)

### Carlotta Carlyle-serien
- A Trouble Of Fools (1987)
- The Snake Tattoo (1989)
- Coyote (1990)
- Steel Guitar (1991)
- Snapshot (1993)
- Hardware (1995)
- Cold Case (1997)
- Flashpoint (1999)
- The Big Dig (2002)
- Deep Pockets (2004)
- Heart Of The World (2006)
- Lie Down With The Devil (2008)

### Em Moore
- The Perfect Ghost (2013)

## Kritik
- The Perfect Ghost Carolyn Haley skrev (i New York Journal of Books) “Don’t be surprised if Linda Barnes gets an award for The Perfect Ghost, . . .”[2]
- Kirkus skrev "Barnes puts aside her Carlotta Carlyle series (Lie Down With the Devil, 2008, etc.) for an eerie, suspenseful stand-alone that focuses more on the characters and their dark pasts than on a clever mystery." [3]
- Publishers Weekly skrev "Although the mystery is slow to build, Barnes delivers a captivating story of love, rivalry, and revenge." [4]

### Priser

#### Vundne
- 1986 Anthony award for Best short story, "Lucky Penny"[5]
- 1987 Edgar award for Best novel, A Trouble of Fools[6]

#### Nomineringer
- 1986 Shamus award for Best private eye short story, "Lucky Penny"[7]
- 1988 Anthony award for Best novel, A Trouble of Fools[5]
- 1988 Edgar award for Best mystery novel, A Trouble of Fools[8]
- 1988 Shamus award for Best private eye novel, A Trouble of Fools[7]

## Eksterne links
- Officiel hjemmeside